# Minaria magisteriana
Minaria magisteriana är en oleanderväxtart som först beskrevs av Rapini, och fick sitt nu gällande namn av T.U.P.Konno och Rapini. Minaria magisteriana ingår i släktet Minaria och familjen oleanderväxter. Inga underarter finns listade i Catalogue of Life.